# Liste der Monuments historiques in Ozières
Die Liste der Monuments historiques in Ozières führt die Monuments historiques in der französischen Gemeinde Ozières auf.

## Liste der Objekte
| Bezeichnung | Beschreibung                                                                                | Standort                      | Kennzeichnung | Schutzstatus | Datum | Bild |
| ----------- | ------------------------------------------------------------------------------------------- | ----------------------------- | ------------- | ------------ | ----- | ---- |
| Hauptaltar  | Altartisch, Altaraufbau und Tabernakel; Holz, farbig gefasst und vergoldet, 18. Jahrhundert | in der Kirche St-Amand (Lage) | PM52001896    | Inscrit      | 1992  |      |